# Milán – San Remo 2023
114. ročník jednodenního cyklistického závodu Milán – San Remo se konal 18. března 2023 v Itálii. Vítězem se stal Nizozemec Mathieu van der Poel z týmu Alpecin–Deceuninck. Na druhém a třetím místě se umístili Ital Filippo Ganna (Ineos Grenadiers) a Belgičan Wout van Aert (Team Jumbo–Visma). Závod byl součástí UCI World Tour 2023 na úrovni 1.UWT a byl osmým závodem tohoto seriálu.

## Týmy
Závodu se zúčastnilo všech 18 UCI WorldTeamů a 7 UCI ProTeamů. Týmy Israel–Premier Tech, Lotto–Dstny a Team TotalEnergies dostaly automatické pozvánky jako 3 nejlepší UCI ProTeamy sezóny 2022, další 4 UCI ProTeamy (Eolo–Kometa, Green Project–Bardiani–CSF–Faizanè, Q36.5 Pro Cycling Team a Tudor Pro Cycling Team) pak byly vybrány organizátory závodu, RCS Sport. Všechny týmy přijely se sedmi jezdci, celkem se tak na start postavilo 175 závodníků. Do cíle v Sanremu dojelo 170 z nich.
UCI WorldTeamy
- AG2R Citroën Team
- Alpecin–Deceuninck
- Arkéa–Samsic
- Astana Qazaqstan Team
- Bora–Hansgrohe
- Cofidis
- EF Education–EasyPost
- Groupama–FDJ
- Ineos Grenadiers
- Intermarché–Circus–Wanty
- Movistar Team
- Soudal–Quick-Step
- Team Bahrain Victorious
- Team DSM
- Team Jayco–AlUla
- Team Jumbo–Visma
- Trek–Segafredo
- UAE Team Emirates

UCI ProTeamy
- Eolo–Kometa
- Green Project–Bardiani–CSF–Faizanè
- Israel–Premier Tech
- Lotto–Dstny
- Q36.5 Pro Cycling Team
- Team TotalEnergies
- Tudor Pro Cycling Team

## Výsledky
| Pořadí | Jezdec                     | Tým                     | Čas        |
| ------ | -------------------------- | ----------------------- | ---------- |
| 1      | Mathieu van der Poel (NED) | Alpecin–Deceuninck      | 6h 25' 23" |
| 2      | Filippo Ganna (ITA)        | Ineos Grenadiers        | + 15"      |
| 3      | Wout van Aert (BEL)        | Team Jumbo–Visma        | + 15"      |
| 4      | Tadej Pogačar (SLO)        | UAE Team Emirates       | + 15"      |
| 5      | Søren Kragh Andersen (DEN) | Alpecin–Deceuninck      | + 26"      |
| 6      | Mads Pedersen (DEN)        | Trek–Segafredo          | + 26"      |
| 7      | Neilson Powless (USA)      | EF Education–EasyPost   | + 26"      |
| 8      | Matej Mohorič (SLO)        | Team Bahrain Victorious | + 26"      |
| 9      | Anthony Turgis (FRA)       | Team TotalEnergies      | + 26"      |
| 10     | Jasper Stuyven (BEL)       | Trek–Segafredo          | + 26"      |